# Marsac (Tarn-et-Garonne)
Marsac település Franciaországban, Tarn-et-Garonne megyében. Lakosainak száma 184 fő (2022. január 1.). Marsac Castéron, Mauroux, Miradoux, Saint-Créac, Gramont, Montgaillard és Poupas községekkel határos.

## Népesség
A település népessége az elmúlt években az alábbi módon változott:
| Lakosok száma | 172  | 174  | 171  | 176  | 181  | 186  | 183  | 183  | 184  |
|               | 2013 | 2015 | 2016 | 2017 | 2018 | 2019 | 2020 | 2021 | 2022 |